# Jonas Bjurström
Per Jonas Gustaf Bjurström (24 marzo 1979) è un ex calciatore svedese, di ruolo centrocampista.

## Carriera

### Club
Bjurström giocò con la maglia del Norrköping, prima di trasferirsi al Västra Frölunda. Dal 2005 al 2006 fu in forza al Trelleborg. Nel 2007 fu ingaggiato dai danesi dell'Esbjerg.
Nel 2008 tornò in Svezia, per giocare ancora al Trelleborg. Nel 2009 fu messo sotto contratto dallo Häcken, per cui debuttò in campionato il 23 settembre, subentrando a John Chibuike nel pareggio a reti inviolate contro il Kalmar. Il 29 settembre successivo, segnò la prima rete in squadra: una sua marcatura contribuì infatti al successo per 2-0 sull'Örgryte.
Nel 2014, venne ingaggiato dal Trollhättan. Esordì in squadra il 21 aprile, nella vittoria per 4-0 sul Qviding. Il 22 maggio segnò la prima rete, ai danni dello Skövde AIK: il Trollhättan si impose in trasferta per 3-4.
Nel gennaio 2015 passò all'Utsiktens BK, formazione neopromossa in Superettan, dove ha giocato solo due partite prima di lasciare il club per giocare in sesta serie nazionale.

### Nazionale
Giocò 4 incontri per la Svezia under 21, tra il 1999 e il 2000.